# Simple Network Management Protocol
El Protocol simple d'administració de xarxa o SNMP (Simple Network Management Protocol) és un protocol de la capa d'aplicació que facilita l'intercanvi d'informació d'administració entre dispositius de xarxa. Forma part del conjunt de protocols TCP/IP. SNMP permet als administradors supervisar el funcionament de la xarxa, cercar i resoldre els seus problemes, i planificar el seu creixement.
Les versions de SNMP més utilitzades són dues: SNMP versió 1 (SNMPv1) i SNMP versió 2 (SNMPv2). Les dues versions tenen característiques en comú, però SNMPv2 ofereix millores com, per exemple, operacions addicionals.
SNMP disposa d'una última versió (SNMPv3) que ofereix canvis significatius en relació als seus predecessors, sobretot en aspectes de seguretat. Tot i això, no ha estat gaire acceptat per la indústria.